# Sunset Hills
Sunset Hills város az USA Missouri államában, Saint Louis megyében. Lakosainak száma 9198 fő (2020. április 1.).

## Népesség
A település népességének változása:
| Lakosok száma | 3525 | 8496 | 9198 |
|               | 1960 | 2010 | 2020 |